# Остров Клыкова
О́стров Клы́кова — остров в заливе Петра Великого Японского моря. Назван в честь М. А. Клыкова не позже 1889 года.
Находится приблизительно в 2,6 км к юго-востоку от острова Попова и в 22 км к юго-западу от Владивостока. Покрыт широколиственным лесом. С юга и востока берега острова обрывистые, скалистые, изрезанные узкими глубокими бухточками. На северо-западном и северном побережье острова распространены галечниковые и каменистые пляжи. Общая протяжённость береговой линии 2,46 км, из них пляжи — 0,6 км.